# Готти (фильм, 1996)
«Го́тти» (англ. Gotti) — американский телефильм 1996 года, криминальная драма режиссёра Роберта Хармона, с Армандом Ассанте в главной роли.

## Сюжет
История Джона Готти — одного из самых знаменитых гангстеров Нью-Йорка, который возглавлял легендарную мафиозную семью Гамбино. Родившись в бедной итальянской семье выходцев из Неаполя, Джон рос на улицах Бронкса, где научился жить по законам улицы, которые помогли ему в построении карьеры в мафии.

## В ролях
- Арманд Ассанте — Джон Готти
- Уильям Форсайт — Сэмми Гравано
- Ричард С. Сарафьян — Пол Кастеллано
- Фрэнк Винсент — Роберт ДиБернардо
- Энтони Куинн — Нил Деллакросе
- Доминик Кьянезе — Джо Армоне
- Роберт Миранда — Фрэнк ДеЧиччо
- Скотт Коэн — Джин Готти
- Рэймонд Серра — Фрэнк ЛоКасцио
- Винсент Пасторе — Анджело Руджеро
- Марк Лоуренс — Карло Гамбино
- Тони Сирико — Джо Димилья

## Награды и номинации
Премия «Золотой глобус»
- Лучший мини-сериал или телефильм (номинация)
- Лучший актёр в мини-сериале или телефильме — Арманд Ассанте (номинация)
- Лучший актёр второго плана в телесериале, мини-сериале или телефильме — Энтони Куинн (номинация)

Премия «Спутник»
- Лучший актёр второго плана в телесериале, мини-сериале или телефильме — Энтони Куинн (номинация)

Прайм-таймовая премия «Эмми»
- Лучший актёр в мини-сериале или специальном выпуске — Арманд Ассанте (награда)
- Лучший сценарий мини-сериала или специального выпуска — Стив Шаган (номинация)